# 斯兰岛
斯兰岛，又译为塞兰岛（Ceram、或），印度尼西亚摩鹿加群岛主要岛屿之一，位于哈马黑拉岛以南，紧邻安汶岛，属马鲁古省管辖，分属三个县：自西向东分别是西斯兰县、中马鲁古县和东斯兰县。该岛面积17100平方公里。
大部分为不高的山地，炎热多雨，多热带森林，中部有最高峰比奈亚山(Pinaija Gunung)，海拔3055米，沿海有狭窄低地。
3°08′S 129°30′E / 3.133°S 129.500°E